# Мускрон (футбольний клуб)
Р. Є. Мускрон (фр. Royal Excelsior Mouscron) — колишній бельгійський футбольний клуб з міста Мускрон провінції Ено.

## Історія
Клуб був утворений 1 липня 1964 року внаслідок злиття клубів Stade Mouscron і A.R.A. Mouscron, в Лізі Жюпіле виступає з 1996 року.
У сезоні 2004–2005 клуб мав серйозні фінансові труднощі внаслідок яких клуб залишили президент клубу (мер Мускрона — Жан-П'єр Детрім'є) і ряд провідних гравців. 
28 грудня 2009 року було оголошено про зняття клубу з чемпіонату Бельгії через фінансові проблеми. Все гравці отримали статус вільних агентів. Клуб був розформований, а вже 2010 року на його базі був створений новий клуб «Мускрон-Перювельз».

## Досягнення
- Бронзовий призер Чемпіонату Бельгії: 1997;
- Фіналіст Кубка Бельгії: 2002; 2006;
- Фіналіст Кубка бельгійської Ліги: 2000.

## Результати в єврокубках
Клуб двічі брав участь у Кубку УЄФА.
| Турнір     | Матчі | П | Н | П | ГЗ | ГП |
| ---------- | ----- | - | - | - | -- | -- |
| Кубок УЄФА | 8     | 2 | 3 | 3 | 11 | 15 |

## Відомі гравці
- Мбо Мпенза
- Еміль Мпенза
- Ів Вандерхаге
- Марцин Жевлаков
- Міхал Жевлаков
- Ненад Йестрович
- Суад Филековіч
- Ермин Шиляк
- Патріс Лузі
- Демба Ба